# Sielsowiet Walówka
Sielsowiet Walówka (biał. Валеўскі сельсавет, ros. Валевский сельсовет) – sielsowiet na Białorusi, w obwodzie grodzieńskim, w rejonie nowogródzkim, z siedzibą w Walówce.

## Geografia
Sielsowiet Walówka obejmuje południową część rejonu nowogródzkiego. Na jego terenie znajduje się jezioro Świteź.

## Miejscowości
- agromiasteczko:
  - Walówka
- wsie:
  - Bogudzięki
  - Cichinka
  - Czaromuszki (hist. Mondzin)
  - Jaroszyce
  - Jatra
  - Klony (hist. Kobylniki)
  - Kołmackowszczyzna
  - Koncewicze
  - Kosicze
  - Kotłowo
  - Kudowicze
  - Łobacze
  - Milowce
  - Nieznanowo
  - Nowe Honczary
  - Nowosady
  - Nowosiółki
  - Podbory
  - Porzecze
  - Radohoszcza
  - Stare Honczary
  - Tuliczewo
  - Zaliesaucy (hist. Płochowo)
  - Zapole
  - Zarzecze
  - Żaduń